# Galium martirense
Galium martirense är en måreväxtart som beskrevs av Lauramay Tinsley Dempster och George Ledyard Stebbins. Galium martirense ingår i släktet måror, och familjen måreväxter. Inga underarter finns listade i Catalogue of Life.